# Oleh Saltovets
Oleh Saltovets, en ukrainien : Олег Салтовец, né le 3 juillet 1977 à Kharkiv, dans la République socialiste soviétique d'Ukraine, est un joueur ukrainien de basket-ball. Il joue au poste d'ailier fort.